# پنانگو
پنانگو (به ایتالیایی: Penango) شهرستانی در ایتالیا است که در استان آسته واقع شده‌است.

## خصوصیات
پنانگو ۹٫۵ کیلومترمربع مساحت و ۵۴۷ نفر جمعیت دارد و ۲۶۴ متر بالاتر از سطح دریا واقع شده‌است.